# Список заслуженных мастеров спорта СССР (настольный теннис)

## 1969
- Гринберг, Светлана Георгиевна
- Руднова, Зоя Николаевна

## 1975
- Гомозков, Станислав Николаевич

- Кутергина-Фердман, Татьяна Михайловна[1]

## 1984
- Попова, Валентина Ивановна[2]

## 1988
- Ковтун, Елена Валерьевна